# Manfred Deckert
Manfred Deckert (Halle, RDA, 31 de marzo de 1961) es un deportista de la RDA que compitió en salto en esquí.
Participó en los Juegos Olímpicos de Lake Placid 1980, obteniendo una medalla de plata en la prueba de trampolín normal individual. Ganó dos medallas en el Campeonato Mundial de Esquí Nórdico, plata en 1980 y bronce en 1985.

## Palmarés internacional
| Juegos Olímpicos   | Juegos Olímpicos             | Juegos Olímpicos  | Juegos Olímpicos |
| Año                | Lugar                        | Medalla           | Prueba           |
| ------------------ | ---------------------------- | ----------------- | ---------------- |
| 1980               | Lake Placid (Estados Unidos) | Medalla de plata  | TN individual    |
| Campeonato Mundial |                              |                   |                  |
| Año                | Lugar                        | Medalla           | Prueba           |
| 1980               | Lake Placid (Estados Unidos) | Medalla de plata  | TN individual    |
| 1985               | Seefeld (Austria)            | Medalla de bronce | TG por equipos   |